# Falk Hentschel
Falk Hentschel (* 26. duben, 1985, Lipsko, Německo) je německý herec, tanečník a choreograf. Nejvíce je zapojený do americké produkce. Objevil se ve filmech jako Útok na Bílý dům a Transcendence. Slávu začal získávat díky roli Marcuse Scarlottiho v seriálu  Agenti S.H.I.E.L.D. a především díky roli Hawkmana v seriálech, The Flash, Arrow a Legends of tomorrow.

## Životopis
S rodiči Jörgem, Martinou a jeho bratrem Uwem utekli z  Východního Německa sedm měsíců před pádem Berlínskou zdi. Byl vychován dvojjazyčně, anglicky a německy. S rodinou se stěhoval celém světě celý život.

## Kariéra
Falk pracoval v Londýně jako profesionální tanečník pro umělce, jako jsou Mariah Carey, Britney Spears, Paulina Rubio, Jamelia a další. Později pracoval jako choreograf na mnoha videoklipech a turné po Kanadě a Asii.
V roce 2003 se rozhodl zůstat v Los Angeles a věnovat se jeho snu, stát se hercem. Poprvé se objevil v seriálu oceněném cenou Emmy Arrested Development v roce 2005. Malou roli získal ve filmu Journeyman.
V roce 2008 se rozhodl vytvořit své vlastní projekt a napsal krátký film Who is Bobby Domino, kde se setkal se svým produkčním partner Jessem Gracem. Dvojice s rozhodla psát a produkovat více krátkých filmů, z nichž mnohé vstoupily na nejprestižnějších filmové festivaly ve světě a získali řadu ocenění.
V roce 2009 Falk pracovala jako go-go tanečník v představení "Untitled (Go-Go Taneční Platforma)" od umělce Felix Gonzalez-Torres v Hammer muzeu v Los Angeles.Ve stejném roce získal roli po boku Toma Cruise a Cameron Diaz ve filmu Zatím spolu, zatím živi.
V roce 2011 si zahrál po boku Justin Bieber v seriálu Kriminálka Las Vegas V epizodě "Archange" se objevil v seriálu NCIS: Los Angeles. Ve filmu StreetDance 2 (2012), si zahrál hlavní roli Ashe, vůdce street-dance skupiny, který soutěží na mistrovství v Paříži proti soupeři nazvaném Invincible.
V roce 2013 získal vedlejší roli ve filmu Útok na Bílý dům, kde hrál Motts, jednoho z žoldáků, kteří se snaží převzít Bílý Dům. Objevil se v jedné epizodě seriálu Pomsta jako Gregor Hoffman. Roli Boba si zahrál ve filmu Transcendence (2014), po boku Johnnyho Deppa. Vedlejší roli získal v právním dramatu stanice CBS Bezohlední. V epizodě "A Fractured Hosue" si zahrál roli Marcuse Scarlotta v seriálu Agenti S.H.I.E.L.D.
V roce 2016 se objevil jako Carter Hall/Hawkman v seriálu Legends of tomorrow, Arrow a The Flash.

## Filmografie

### Film
| Rok  | Název                   | Role          | Poznámky            |
| ---- | ----------------------- | ------------- | ------------------- |
| 2006 | Intelligence            | německý voják | krátkometrážní film |
| 2008 | Thrill Killers          | BJ            | krátkometrážní film |
| 2009 | Cher papa               | Phillippe     | krátkometrážní film |
| 2009 | The Letter              |               | krátkometrážní film |
| 2009 | Who Is Bobby Domino     | Jake Sullivan | krátkometrážní film |
| 2010 | Broken                  | Aaron Sevell  | krátkometrážní film |
| 2010 | Zatím spolu, zatím živi | Bernhard      |                     |
| 2011 | Omission                | Simon Cox     | krátkometrážní film |
| 2012 | StreetDance 2           | Ash           |                     |
| 2013 | Útok na Bílý dům        | Motts         |                     |
| 2014 | Transcendence           | Bob           |                     |
| 2016 | The Big Swim            | Luca          | krátkometrážní film |
| 2017 | The Pick Up             | Ike           |                     |
| 2018 | Welcome to Marwen       | Ludwig Topf   |                     |
| 2019 | Eve                     | Gunther       |                     |

### Televize
| Rok  | Název                            | Role                         | Poznámky                 |
| ---- | -------------------------------- | ---------------------------- | ------------------------ |
| 2005 | Arrested Development             | Sexy policista "Jay"         | díl: „Queen for a Day    |
| 2007 | Cestovatel                       | kriminálník                  | díl: „Třetí zápas“       |
| 2010 | Closer                           | Richard Conway               | díl: „Zodpovědnost“      |
| 2011 | Námorní vyšetřovací služba L. A. | Bradford Harris Elgin        | díl: „Archanděl“         |
| 2011 | Kriminálka Las Vegas             | Timothy Johnson              | díl: „Po čem kdo touží“  |
| 2013 | Pomsta                           | Gregor Hoffman               | díl: „Turth: Part 1“     |
| 2014 | Bezohlední                       | Arliss Fulton                | Vedlejší role, 7 díllů   |
| 2014 | The Ladies Restroom              | Dan                          | 3 díly                   |
| 2014 | Agenti S.H.I.E.L.D.              | Marcus Scarlotti / Blacklash | díl: „Rozbitý dům“       |
| 2015 | The Flash                        | Carter Hall / Hawkman        | díl: „Legends of Today“  |
| 2015 | Arrow                            | Carter Hall / Hawkman        | díl: „Legendy včerejška“ |
| 2016 | Legends of Tomorrow              | Carter Hall / Hawkman        | Vedlejší role, 8 dílů    |
| 2016 | Jack the Ripper                  | Frederick Abberline          | TV film                  |
| 2018 | The Alienist                     | Biff Ellison                 | 2 díly                   |